# Wallace & Gromit - La maledizione del coniglio mannaro
Wallace & Gromit - La maledizione del coniglio mannaro (The Curse of the Were-Rabbit) è un film d'animazione del 2005 creato in animazione passo-uno diretto da Nick Park e prodotto dalla sua casa di produzione DreamWorks Animation e Aardman Features.
Il film segna il debutto cinematografico di Wallace e Gromit, già protagonisti di alcuni cortometraggi di successo.
È stato il secondo lungometraggio della Aardman, dopo Galline in fuga (2000), e rappresenta una parodia dei classici film sui mostri e dei film horror della Hammer Film Productions. Il film è stato presentato in anteprima a Sydney il 4 settembre 2005, prima di essere distribuito nelle sale statunitensi il 7 ottobre 2005 e nel Regno Unito il 14 ottobre 2005. Sebbene sia considerato dalla DreamWorks un fiasco al botteghino nordamericano, ha avuto più successo all'estero. Ha incassato oltre 192 milioni di dollari in tutto il mondo a fronte di un budget di 30 milioni di dollari. Ha anche ricevuto il plauso della critica cinematografica e vinse numerosi primi, tra cui il premio Oscar 2006 come miglior film d'animazione.

## Trama
Il bizzarro inventore Wallace e il suo cane Gromit hanno una nuova professione: a pochi giorni dal Concorso di Verdura Gigante, un evento molto sentito nella loro città che premia chi coltiva l'ortaggio più grande, hanno creato la società "Anti-Pesto", con la quale liberano gli orti dei cittadini dai conigli, catturandoli e imprigionandoli senza ucciderli. Per renderli in grado di intervenire prontamente di notte, in caso di allarme da uno dei rilevatori dei clienti, un complicato sistema meccanico li sveglia, li veste, gli prepara un tè e li trasporta nel loro furgone. Un giorno, i protagonisti si impegnano a liberare da un grande numero di conigli la tenuta di Lady Campanula Tottington, dove si terrà il festival, usando un ingegnoso macchinario che aspira i conigli in un serbatoio, finendo però per attirarsi le invidie e l'antipatia del borioso e arrogante cacciatore Lord Victor Quartermaine, innamorato non ricambiato di Campanula, e del suo bulldog Philip.
A questo punto, Wallace e Gromit si accorgono che nelle gabbie per conigli nella cantina della loro casa non c'è più spazio per ospitarne di nuovi, quindi Wallace decide di risolvere il problema facendo ai conigli un lavaggio del cervello con una delle sue bizzarre invenzioni, il "Manipola-mente Tomatico", un sistema ancora non sperimentato per rimuovere idee e pensieri indesiderati dalla mente. L'uomo collega il macchinario alla sua testa ed al contenitore con i conigli, per poi generare ed immettere nel sistema delle onde mentali contenenti il pensiero che la verdura è cattiva: così facendo, i conigli dovrebbero iniziare ad odiare le verdure e ad adorare il formaggio, esattamente come lui. Tutto sembra andare per il meglio, ma poco dopo, a causa di un incidente (Wallace da' involontariamente un calcio alla leva di comando del sistema, facendolo passare dalla modalità di aspirazione a quella di espulsione), un coniglio viene aspirato dentro il Manipola-mente, che poi viene distrutto da Gromit. Quando al coniglio coinvolto viene offerta una carota, la rifiuta disgustato: il trattamento sembra essere riuscito e Wallace, contento, battezza il coniglio "Cuccio".
Quella notte, dopo che la Luna piena è apparsa nel cielo, gli orti della città vengono devastati da un'enorme bestia, contro cui le misure di sicurezza approntate da Wallace falliscono. A causa di ciò, i cittadini, arrabbiati, etichettano Wallace e Gromit come degli incompetenti e iniziano a disprezzarli. Il parroco del paese, che ha visto la bestia, la descrive come un gigantesco e feroce "coniglio mannaro"; Quartermaine dichiara di poterla uccidere, ma Campanula convince tutti a dare agli Anti-Pesto una seconda possibilità. I protagonisti provano quindi ad usare come esca un grosso pupazzo a forma di coniglio femmina animato da Gromit, che però si rompe; Wallace si allontana per ripararlo ma non fa più ritorno. Poco dopo Gromit avvista il coniglio mannaro, inizia ad inseguirlo e riesce a prenderlo al lazo, ma alla fine la bestia gli sfugge. Il mattino seguente, i due scoprono che Cuccio si è trasformato in una sorta di grosso coniglio antropomorfo che parla e si comporta come Wallace; convinto che il mostro sia Cuccio, Wallace lo fa chiudere da Gromit in una gabbia molto resistente, dopodiché si reca da Campanula per comunicarle la cattura del coniglio mannaro, permettendo il tranquillo svolgimento del festival.
Più tardi, Quartermaine tende un'imboscata a Wallace e Gromit e tenta di malmenare Wallace, accusandolo di avergli rubato Campanula, ma proprio in quel momento nel cielo compare la Luna e si scopre che la terribile bestia non è Cuccio ma Wallace, che si trasforma nel coniglio mannaro nelle notti di Luna piena a causa dell'incidente con il Manipola-mente Tomatico, che ha fuso la sua mente con quella di Cuccio. Dopo aver aggredito Quartermaine, il coniglio mannaro fugge via; a questo punto il cacciatore decide di eliminare il rivale e si reca dal parroco per farsi dare l'unica arma in grado di uccidere una bestia del genere, ovvero dei proiettili d'oro massiccio.
Alla notte del festival, i cittadini si rifiutano di partecipare all'evento perché hanno capito che in realtà il mostro è ancora in libertà; Campanula, triste e rassegnata, permette a Quartermaine di ucciderlo. Nel frattempo Wallace si trasforma di nuovo nel coniglio mannaro e Quartermaine riesce apparentemente a sparargli, quindi i cittadini esultano ed organizzano il festival; in realtà il cacciatore ha colpito il costume da coniglio femmina con dentro Gromit. Quartermaine quindi rinchiude Gromit in una gabbia, per poi recarsi anche lui al concorso. Giunto a destinazione, il cacciatore rivela ai presenti che la bestia è ancora viva e che vorrebbe usare le loro verdure come esche per catturarla. Gromit viene liberato da Cuccio, che lo porta al festival guidando il furgone; lì il cane attira il coniglio mannaro utilizzando l'enorme zucchina che lui stesso aveva amorevolmente preparato per il concorso. Il coniglio mannaro rapisce Campanula, la porta in cima al maniero dei Tottington e le fa capire di essere in realtà Wallace; poco dopo arriva Quartermaine, ma Campanula lo stordisce con dello spray per fiori, permettendo alla bestia di fuggire. Mentre Gromit e Philip si danno battaglia su due aeroplani giocattolo, Quartermaine cerca di uccidere il coniglio mannaro usando come proiettile il premio a forma di carota d'oro del festival, siccome ha finito le munizioni avute dal parroco; proprio mentre sembra riuscirci, Gromit riesce a sconfiggere Philip, sopraggiunge con il suo aereo e ferma il colpo, ma subito dopo inizia a precipitare, venendo salvato da Wallace, che, buttandosi dal tetto del maniero, afferra l'aeroplanino e si schianta su un tendone. Campanula tramortisce Quartermaine colpendolo con una gigantesca carota e Gromit ne approfitta per travestirlo con il costume da coniglio femmina per poi lasciarlo libero, costringendolo a fuggire dalla folla inferocita e da Philip, che lo credono il coniglio mannaro.
Nel frattempo il vero coniglio mannaro sviene a causa dell'impatto dovuto alla caduta, sotto gli occhi sconvolti di Gromit e Campanula. Subito dopo l'incantesimo si spezza, il coniglio si ritrasforma in Wallace e Gromit fa rinsavire il padrone facendogli annusare del formaggio. Colpita dall'impegno di Gromit, Campanula assegna il premio del concorso al cane, ringrazia i due per averla liberata dallo sgradito corteggiamento di Quartermaine e decide di coinvolgerli in un grande progetto che le è appena venuto in mente: trasformare la sua tenuta in una riserva protetta per tutti i conigli dei dintorni, compreso Cuccio.

## Produzione
A differenza di altre opere precedenti della Aardman, in questo film ci sono in effetti delle sequenze in grafica computerizzata, soprattutto in momenti in cui sarebbe stato impossibile utilizzare dei pupazzi (ad esempio la scena in cui i conigli fluttuano all'interno dell'aspiratore creato da Wallace). Per ovviare al problema e mantenere continuità tra queste sequenze e il resto del film, la Aardman ha sviluppato un software di modellazione 3D che riproduce fedelmente l'aspetto della plastilina modellata a mano, con tanto di segni come impronte e graffi.

## Distribuzione
Il film è uscito nelle sale italiane il 3 marzo 2006 distribuito dalla United International Pictures.

## Accoglienza

### Incassi
Il budget del film è di 30 milioni di dollari mentre l'incasso totale è di 192.600.000 di dollari.
È il secondo film in stop-motion con il maggior incasso di sempre nella storia del cinema dopo Galline in fuga (sempre prodotto da DreamWorks e Aardman).

### Critica
Il film ha ricevuto una valutazione di approvazione del 95% su Rotten Tomatoes, sulla base di 183 recensioni, con una valutazione media di 8,1/10; il consenso critico del sito recita: "La maledizione del coniglio mannaro è un'avventura sottilmente commovente e meravigliosamente eccentrica con Wallace e Gromit". Il film ha ricevuto un punteggio di 87 su 100 su Metacritic, sulla base di 38 recensioni, indicando "plauso universale".

## Riconoscimenti
- 2006 - Premio Oscar
  - Miglior film d'animazione
- 2005 - Annie Award
  - Miglior film d'animazione

## Sequel
Dopo che il fallimento al botteghino del film d'animazione Giù per il tubo (Flushed Away) ha comportato una svalutazione importante per DreamWorks, è stato segnalato il 3 ottobre 2006 e confermato il 30 gennaio 2007 che DreamWorks aveva terminato la sua partnership con Aardman. Nel rivelare le perdite relative a Giù per il tubo, DreamWorks ha anche rivelato di aver subito una svalutazione di 29 milioni di dollari su Wallace e Gromit, il film aveva drasticamente sottoperformato le aspettative nel mercato dei DVD domestici, nonostante avesse incassato 192 milioni di dollari a fronte di un budget di soli 30 milioni di dollari al botteghino.
Dopo la scissione, Aardman mantenne la proprietà completa del film, mentre DreamWorks Animation mantenne i diritti di distribuzione mondiale in perpetuo, escludendo alcuni diritti televisivi del Regno Unito e mercati ausiliari. Subito dopo la fine dell'accordo, Aardman annunciò che avrebbero proceduto con un altro progetto Wallace e Gromit, che in seguito si rivelò essere un ritorno ai loro tre cortometraggi precedenti con il titolo Questione di pane o di morte (A Matter of Loaf and Death) per BBC One.
Durante la produzione del cortometraggio, Park ha commentato pubblicamente le difficoltà nel lavorare con DreamWorks durante la produzione del film La maledizione del coniglio mannaro, come le continue note di produzione e le richieste di modificare il materiale per renderlo più attraente per i bambini americani. Ciò lo ha scoraggiato dal produrre un altro lungometraggio per anni, con Lord che ha notato che Park preferiva il "formato di mezz'ora". Tuttavia, nel gennaio 2022, è stato annunciato un nuovo film d'animazione del duo di protagonisti, intitolato Wallace & Gromit - Le piume della vendetta (Wallace & Gromit: Vengeance Most Fowl), che dovrebbe uscire nel 2024 su Netflix in tutto il mondo, ad eccezione del Regno Unito, dove sarà presentato invece per la prima volta sulla BBC prima di arrivare sullo stesso Netflix in un secondo momento, fino al 3 gennaio 2025. Park tornerà come co-regista e co-sceneggiatore della storia insieme a Merlin Crossingham.